# کله‌سر (اردبیل)
روستایی با قدمت هزاران سال در شهرستان نمین [استان اردبیل] و هم جواری با جنگل فندوقلو است. و نیز همجوار روستاهای ننه‌ کران  و دگرماندرق(درماندره) میباشد.
این جنگل انبوه از درختان خودرو فندق بوده و دارای جاذبه‌های گردشگری فراوانی نیست . عمده کشاورزان ساکن روستای کله ‌به سر به کاشت گندم به صورت دیم مشغول هستند.این روستا از نظر آب و هوایی در منطقه پرباران خزری که بیشترین بارندگی در سطح کشور را دارد قرار نمیگیرد .و از نظر دمایی در محدوده سرد و کوهستانی شمالغربی کشور قرار دارد. این روستا با ارتفاع 1400 متر از سطح دریای خزر شاهد پدیده مه در اکثر فصول سال است.
ریشه اصلی نام روستای کله سر به موقعیت جغرافیایی آن مربوط است.اولین تابش‌های طلایی خورشید در این منطقه بر روی روستای کله سر می‌تابد. این ناحیه نیز در قدیم همانند مابقی نقاط استان‌های آذربایجان دارای قلعه‌های متخلف است که مشهورترین آن اجاق داغی نام دارد.<ref>

## گفتگو با دکتر طالب عابدی کله سر پیرامون تاریخچه روستای کله سر
گفتگو توسط حافظ طلعتی کله سر انجام شده‌است.شمه ای از تاریخ بلند ودلنشین روستای کله سربا استاد عابدی.....استاد تسلط کافی وعلمی از تاریخ دیارما دارد ذوق بیان وتسلط وافی ومتقن به گذشته وسینه ای مملو از حرف‌های نگفته تا پاسی از شب؛استاد به تاریخ علاقه شدیدی دارد استدلال منطقی تمیز علت ومعلول ، مدارک ومستندات ایشان حس کنجکاوی هر انسانی را بر می انگیزد .ایشان می‌گوید مردم باستان‌نشین کله سر روحیه بلند ومناعت طبع داشتند برخلاف سایر ساکنان دیگر محلها، اهالی کله سر که درگذشته زندگی می‌کردند خانه‌های خویش را دراوج بلندی ساخته بودند تا تسلط ودید خودشان را نسبت به اشرار وراهزنان حفظ کنند و اینکه چه دلایل دیگری به غیر مورد اشاره جهت سکنی داشتند دکتر عابدی اشاره می‌کنند دلایل سکنی دراین محل بشرح ذیل می‌باشد ۱-تن‌ها روستایی بوده که هم به صورت طولی وپلکانی وهم متمرکز تشکیل شده ۲-در امتداد دورودخانه قرار گرفته وتسلط بر اب۳-مرتع وزمین کشاورزی برای دام‌ها ۴-تامین سوخت مورد نیاز ونزدیکی به جنگل۵-اهالی برای خودشان تاریخ گویش وتقویم خاصی جهت ثبت ایام داشته‌اند که بعضاً این فولکورها الان هم در بین بعضی سالخوردگان به صورت گویش محلی ادامه دارد.ایشان اشاره می‌کنند که در تاریخ این روستا درقدیم افرادی بودند که حجامت و حتی جراحی‌های سطحی انجام می‌دادند و حتی کارگاهای خانگی از قبیل تهیه کفش خاص آن زمان البته بعد از (چارق) توسط مرحوم بهلول از طریق اتش وایجاد حرارت جهت تهیه نوع خاصی کفش دران زمان تولید داشته و هست.تهیه ظروف مسی وچارچرخ جهت حمل بار از اثار تاریخی این محل بوده و هست .نظافت وتهیه حمام در دهه ۴۰ونحوه اماده کردن اتاق حمام با اجرهای خاص وپخته شده ونوع ملات جهت حفظ حرارت حمام و همچنین جهت تهیه دیگ حرارتی و گرم نمودن آب مورد نیاز ونحوه ایجاد حرارت از شگردهای هنری اهالی آن زمان بوده‌است که با استفاده از دودکش‌هایی که درچارطرف دیگ تعبیه شده بود واین دود کش‌ها از پایین به داخل حمام عبور داشته تا حراررت دیگ اب ضمن عبور از داخل حمام و گرم کردن محوطه درسقف حمام به یک دودکش ختم شده‌است.ایشان می‌گوید اهالی آن زمان در ساختن وپرورش ضرب المثل چیره دست بودند وروستای کله سر شاهراه بوده گیلان یولی مسیری بوده که ساکنان سایر محل جهت رفتن از انجا استفاده می‌کردند اکنون نیز این مسیر وجود دارد نمونه دیگری به اسم شاه اغاجی هست که شاهان صفوی در بهار وتابستان در انجا ساکن م شدند این محل هنوز هم به این نام در بین اهالی گفته می‌شود.چندین درگیری با سایر اقوام دیگر بوقوع پیوسته ( همانند درگیری با روستای ننه کران بر سر مالکیت زمین‌های کشاورزی) که در آینده به این موضوعات اشاره خواهد شد وجا دارد از ایشان جهت این مطالب تاریخی مهم سپاسگزاری نمایم که تا پاسی از شب وقت شان را دراختیار من قراردادند.
تمام روستاهای اطراف به خاطر وجود آسیاب‌های آبی درروستای کله سر برای آرد کردن گندم به این روستا می آمدند و از این جهت هم روستا رونق خاصی داشته حتی از روستای قرلر هم برای آسیاب به این روستا می آمدند صنایع چوب این روستا هم پیشرفته بوده نمونه‌های آن پارویی چوبی خویش یوغ چرخ ارابه شن کش شانه انواع سبد و اکثر لوازم کشاورزی و انواع درب منزل پنجره ملاقه قاشق در کارگاه‌هایی نجاری در این روستا تولید می‌شد جالب این بود که در تولید این وسایل از میخ اهنی استفاده نمی‌شد از میخ چوبی استفاده می‌کردند انواع بخاری چوبی در روستا تولید وصادر می‌شد کارگاه شال بافی و خیاطی جهت دوخت کت شلوار پشمی در این روستا دایر بوده خوانین نمین اکثراً در این روستا بیتوته می‌کردند در دهه 50 تعداد گوسفندان این روستا را بالایی 5000 هزار و تعداد گاو وگاومیش را بالای هزار راس گزارش داده‌اند و..... و درکل در مقایسه روستاهای منطقه بسیار ثروتمند بوده و......